# Liste der Naturdenkmale in Striegistal
Die Liste der Naturdenkmale in Striegistal nennt die Naturdenkmale in Striegistal im sächsischen Landkreis Mittelsachsen.

## Definition
„Naturdenkmäler sind rechtsverbindlich festgesetzte Einzelschöpfungen der Natur oder entsprechende Flächen bis zu fünf Hektar, deren besonderer Schutz erforderlich ist
1. aus wissenschaftlichen, naturgeschichtlichen oder landeskundlichen Gründen oder
2. wegen ihrer Seltenheit, Eigenart oder Schönheit.“

„§ 18 – Naturdenkmäler – (zu § 28 BNatSchG)
(1) Die Erklärung nach § 22 Abs. 1 BNatSchG von Teilen von Natur und Landschaft als Naturdenkmal erfolgt durch Rechtsverordnung oder Einzelanordnung.
(2) Über § 28 Abs. 1 BNatSchG hinaus können Naturdenkmäler zur Sicherung von Lebensgemeinschaften oder Lebensstätten von im Bestand gefährdeten oder streng geschützten Arten festgesetzt werden.“

## Naturdenkmale
Link zu einem Kartenansichtstool, um Koordinaten zu setzen.
| Bild                          | Bezeichnung              | Lage                                                             | Beschreibung                                                                 | Datum              | Nummer  |
| ----------------------------- | ------------------------ | ---------------------------------------------------------------- | ---------------------------------------------------------------------------- | ------------------ | ------- |
| mehr Fotos \| Fotos hochladen | Esskastanie in Gersdorf  | Gersdorf Ortsdurchfahrt Gersdorf (51° 3′ 39″ N, 13° 12′ 56,3″ O) | Esskastanie – Castanea sativa. Alter ca. 280–380 Jahre, Umfang 8,27 m (2001) | 28. September 2012 | ND 051  |
| mehr Fotos \| Fotos hochladen | Esskastanie bei Gersdorf | Gersdorf bei Gersdorf (51° 3′ 32,6″ N, 13° 12′ 55,2″ O)          | Esskastanie – Castanea sativa                                                | 28. September 2012 | ND 052  |
| BW                            | Straßenteich Arnsdorf    | Arnsdorf (51° 0′ 34″ N, 13° 7′ 45,2″ O)                          | FND                                                                          | 6.06.1994          | fg: 171 |
| mehr Fotos \| Fotos hochladen | Kalkbrüche Berbersdorf   | Berbersdorf (51° 0′ 22,2″ N, 13° 9′ 16,4″ O)                     | FND                                                                          | 14.09.2006         | fg: 172 |
| BW                            | Oberes Tiefenbachtal     | Striegistal (51° 1′ 42,6″ N, 13° 11′ 12,9″ O)                    | FND                                                                          | 26.06.1996         | fg: 175 |
| BW                            | Mittleres Tiefenbachtal  | Striegistal (51° 1′ 43,8″ N, 13° 10′ 44,6″ O)                    | FND                                                                          | 26.06.1996         | fg: 176 |
| BW                            | Hölloch                  | Striegistal (51° 1′ 55,9″ N, 13° 10′ 39,8″ O)                    | FND                                                                          | 26.06.1996         | fg: 177 |
| BW                            | Mittleres Klimmbachtal   | Striegistal (51° 2′ 20,9″ N, 13° 10′ 16,2″ O)                    | FND                                                                          | 26.06.1996         | fg: 178 |
| BW                            | Ziegelteichschlucht      | Striegistal (50° 58′ 28″ N, 13° 12′ 9,3″ O)                      | FND                                                                          | 11.12.1997         | fg: 183 |